# Lexias cyanipardus
Lexias cyanipardus is een vlinder uit de onderfamilie Limenitidinae van de familie Nymphalidae. De wetenschappelijke naam van de soort is, als Symphaedra cyanipardus, voor het eerst geldig gepubliceerd in 1868 door Arthur Gardiner Butler.